# Lijn 7 (metro van New York)
7 Flushing Local of ook wel lijn 7 is een metrolijn die onderdeel is van de metro van New York. Lijn 7 bestaat uit een stop- en sneldienst. De stopdienst staat aangegeven in een cirkel en de sneldienst in een ruitvormig pictogram. Beide diensten staan op de plattegronden, stationsborden en de koersrol aangegeven in de kleur paars. Het traject loopt van Flushing-Main Street in Queens eerst naar Times Square in Manhattan, sinds 2015 tot 34th Street ter hoogte van de stadsontwikkeling Hudson Yards. De lijn wordt ook wel de International Express genoemd vanwege zijn route door verschillende etnische buitenwijken.
De treinen van vroeger werden Redbirds genoemd en waren veel in dienst tijdens de World Fair in 1964. Nu rijden er R62-treinen, die ook dienstdoen op de lijnen 1, 3 en 6.

## Geschiedenis
Op 13 juni 1915 vond de eerste testrit plaats op het traject van lijn 7. Op 22 juni 1915 vond de eerste rit voor passagiers plaats tussen Grand Central Terminal en Vernon Boulevard. In dertien jaar is de lijn verder getrokken naar Flushing-Main Street en naar Times Square. Er werd tot 2015 gewerkt aan de uitbreiding van de lijn van Times Square richting 34th Street en Eleventh Avenue.

## Stations

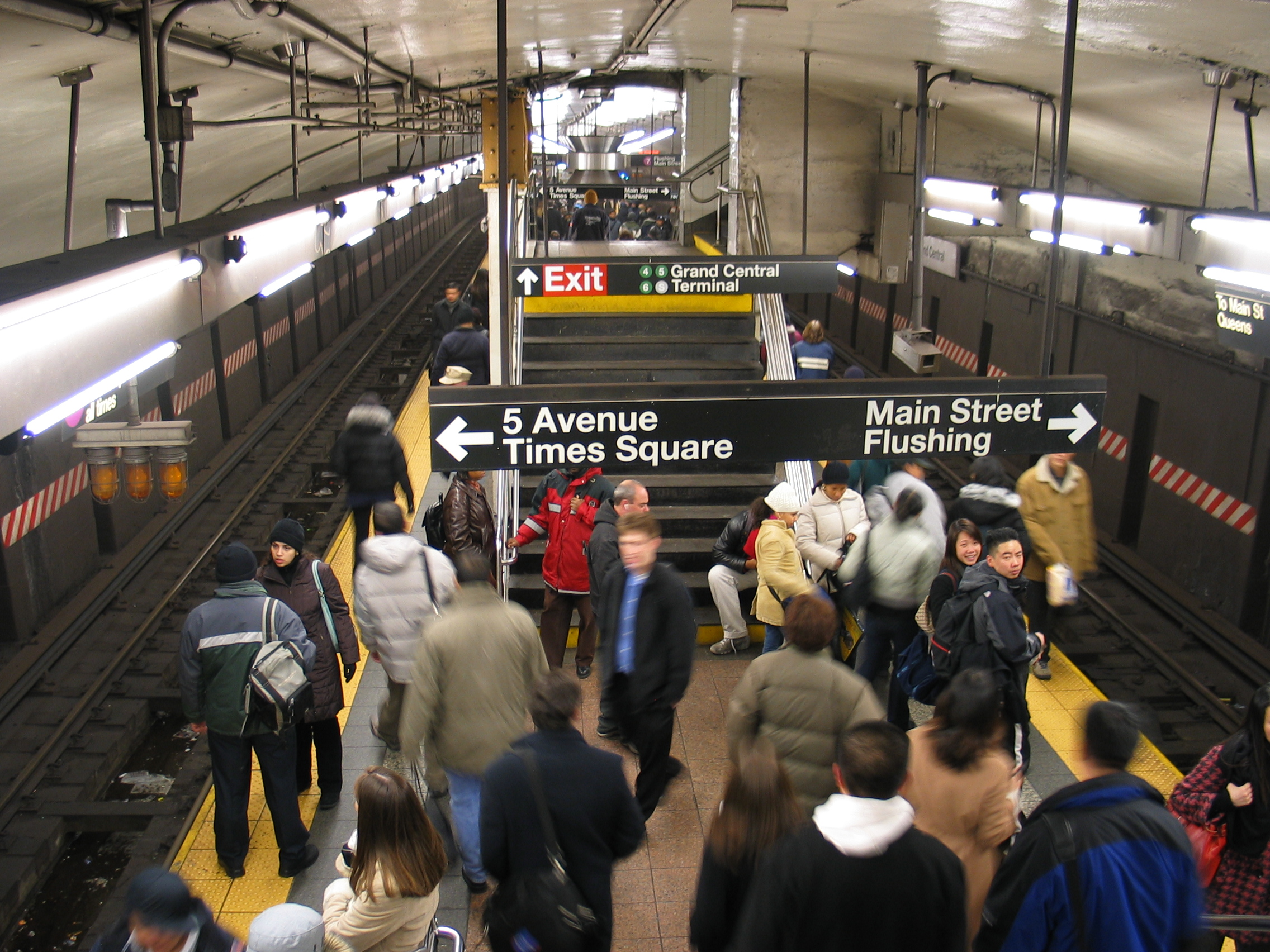
Het drukke en smalle perron van lijn 7 op Grand Central-42nd Street

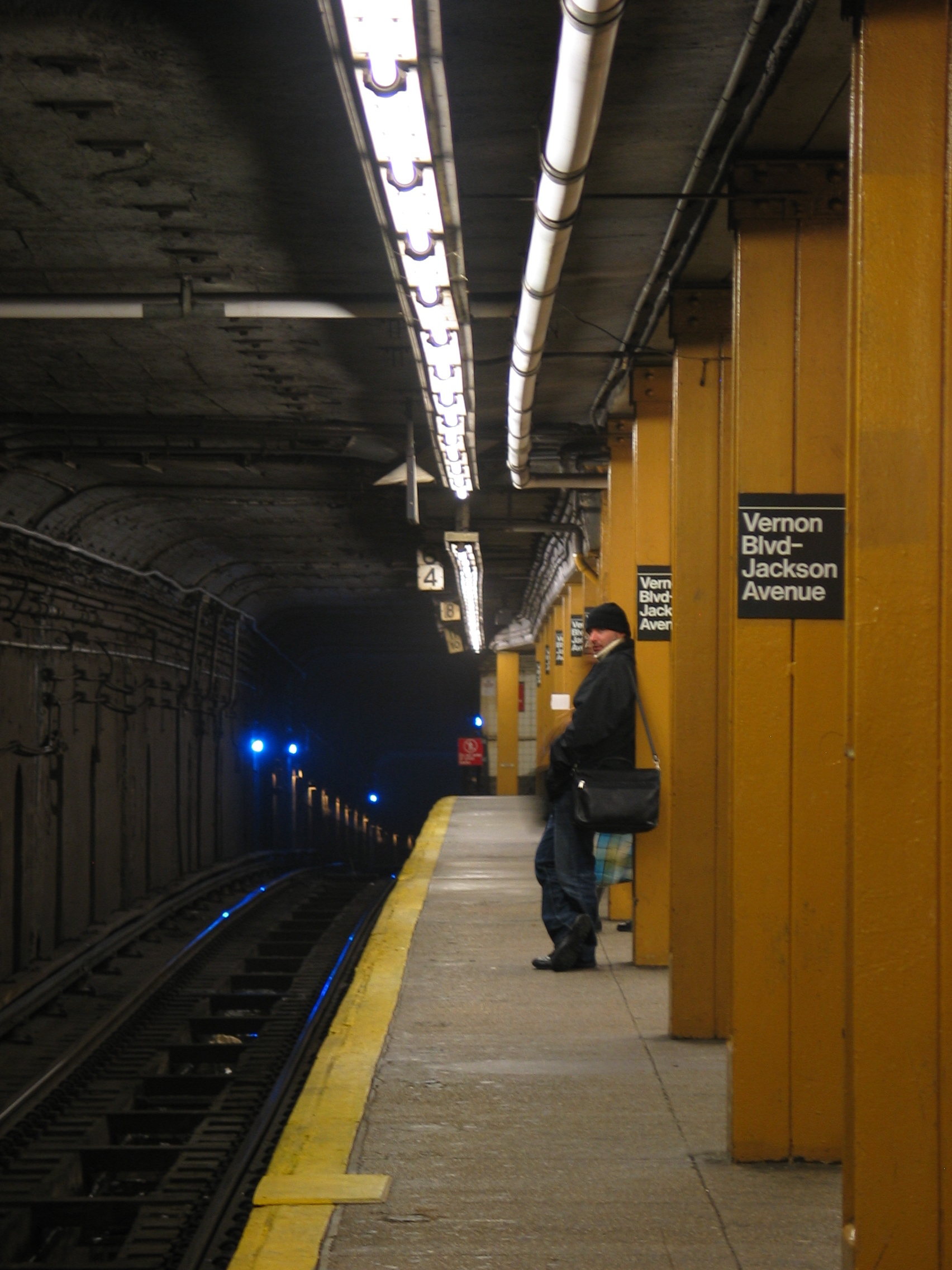
Station Vernon Boulevard-Jackson Avenue met op de achtergrond de metrotunnel onder de East River

| Tijdtabel                 | Betekenis                 |
| ------------------------- | ------------------------- |
| Stopt alle tijden         | Stopt alle tijden         |
| stopt alleen in spitsuren | Stopt alleen in spitsuren |

|                   |                           | Station                         |  | Overstappunt |
| ----------------- | ------------------------- | ------------------------------- |  | ------------ |
| Queens            |                           |                                 |  |              |
| stopt alle tijden | stopt alleen in spitsuren | Flushing-Main Street            |  |              |
| stopt alle tijden | stopt alleen in spitsuren | Willets Point-Shea Stadium      |  |              |
| stopt alle tijden |                           | 111th Street                    |  |              |
| stopt alle tijden |                           | 103rd Street-Corona Plaza       |  |              |
| stopt alle tijden | stopt alleen in spitsuren | Junction Boulevard              |  |              |
| stopt alle tijden |                           | 90th Street-Elmhurst Avenue     |  |              |
| stopt alle tijden |                           | 82nd Street-Jackson Heights     |  |              |
| stopt alle tijden |                           | 74th Street-Broadway            |  |              |
| stopt alle tijden |                           | 69th Street                     |  |              |
| stopt alle tijden | stopt alleen in spitsuren | Woodside-61st Street            |  |              |
| stopt alle tijden |                           | 52nd Street-Lincoln Avenue      |  |              |
| stopt alle tijden |                           | 46th Street-Bliss Street        |  |              |
| stopt alle tijden |                           | 40th Street-Lowery Street       |  |              |
| stopt alle tijden |                           | 33rd Street-Rawson Street       |  |              |
| stopt alle tijden | stopt alleen in spitsuren | Queensboro Plaza                |  |              |
| stopt alle tijden | stopt alleen in spitsuren | 45th Road-Court Road Square     |  |              |
| stopt alle tijden | stopt alleen in spitsuren | Hunters Point Avenue            |  |              |
| stopt alle tijden | stopt alleen in spitsuren | Vernon Boulevard-Jackson Avenue |  |              |
| Manhattan         |                           |                                 |  |              |
| stopt alle tijden | stopt alleen in spitsuren | Grand Central-42nd Street       |  |              |
| stopt alle tijden | stopt alleen in spitsuren | Fifth Avenue-Bryant Park        |  |              |
| stopt alle tijden | stopt alleen in spitsuren | Times Square-42nd Street        |  |              |
| stopt alle tijden | stopt alleen in spitsuren | 34th Street-Hudson Yards        |  |              |

 ·  ·  ·  ·  ·  ·  ·  ·  · 